# Scenens Blændværk
Scenens Blændværk er en amerikansk stumfilm fra 1921 af John S. Robertson.

## Medvirkende
- Elsie Ferguson som Lisa Parsinova / Lizzie Parsons
- Reginald Denny som Brett Page
- Marc McDermott som Oswald Kane
- Octavia Handworth som Etta